# نيكولا تشانغ
نيكولا تشانغ صن يويت هي ممثلة صينية ولدت في هونغ كونغ في 31 مايو 1976، تخرجت نيكولا من من كلية هونغ كونغ وحصلت على شهادة البكلوريوس في القانون في عام 1997.